# Opel Blitz

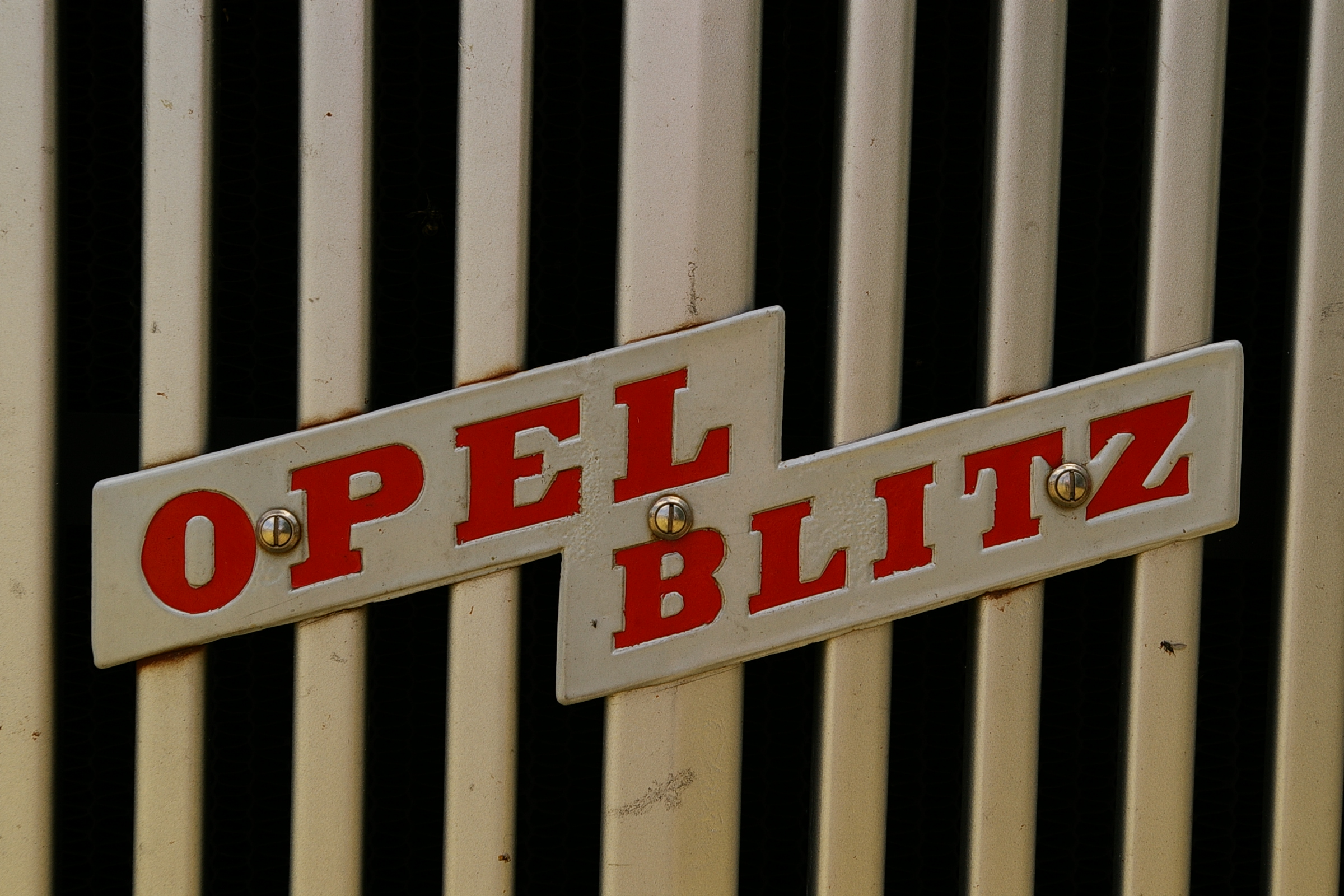
Emblem am Kühlergrill

Opel Blitz war von den 1930er bis in die 1970er Jahre die Bezeichnung für mehrere mittelschwere und leichtere Lkw-Baureihen der Adam Opel AG. Der Name der Modellreihe lieferte auch die Vorlage des ab Anfang der 1960er Jahre verwendeten Opel-Logos, das in seiner Grundform bis heute beibehalten wurde.

## 1930 bis 1954

### Zivilfahrzeuge
| Mercedes-Benz L 701 (Blitz-Nachbau 1945–1949) | Mercedes-Benz L 701 (Blitz-Nachbau 1945–1949)                                            | Mercedes-Benz L 701 (Blitz-Nachbau 1945–1949) |
| Technische Daten (Überblick)                  | Technische Daten (Überblick)                                                             |                                               |
| --------------------------------------------- | ---------------------------------------------------------------------------------------- | --------------------------------------------- |
| Motor                                         | Sechszylinder-Reihe, Viertakt-Ottomotor, vierfach gelagerte Kurbelwelle                  |                                               |
| Ventiltrieb                                   | hängende Ventile (OHV, Stoßstangen mit Kipphebel), seitliche Nockenwelle Stirnradantrieb |                                               |
| Bohrung × Hub                                 | 90 × 95 mm                                                                               |                                               |
| Hubraum                                       | 3626 cm³                                                                                 |                                               |
| Leistung                                      | 73,5 PS (54 kW) bei 3120/min                                                             |                                               |
| Ölmenge                                       | 4,75 Liter                                                                               |                                               |
| Getriebe                                      | 5 Vorwärts-, 1 Rückwärtsgang                                                             |                                               |
| Tank                                          | 92 Liter (unter der Sitzbank)                                                            |                                               |
| elektr. Anlage                                | 12 Volt, Scheinwerfer 35 Watt                                                            |                                               |
| Länge, Breite                                 | 6070 mm, 2265 mm                                                                         |                                               |
| Höhe                                          | 2115 mm (nur Fahrerhaus, ohne Aufbau)                                                    |                                               |
| Bodenfreiheit                                 | 25 cm                                                                                    |                                               |
| Radstand                                      | 3,6 m                                                                                    |                                               |
| Wendekreis                                    | 13,1 m                                                                                   |                                               |
| Leergewicht                                   | 2495 kg                                                                                  |                                               |
| Nutzlast                                      | 3305 kg                                                                                  |                                               |
| zul. Gesamtgewicht                            | 5800 kg                                                                                  |                                               |

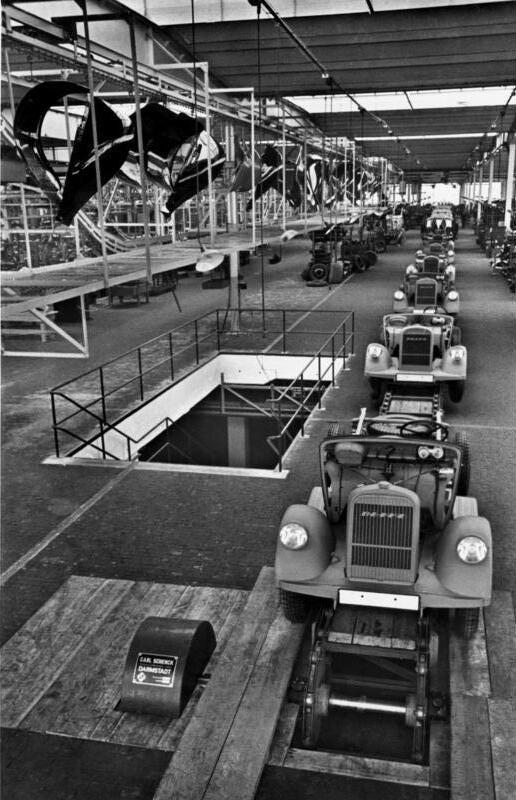
Montage im Opelwerk Brandenburg (1936)

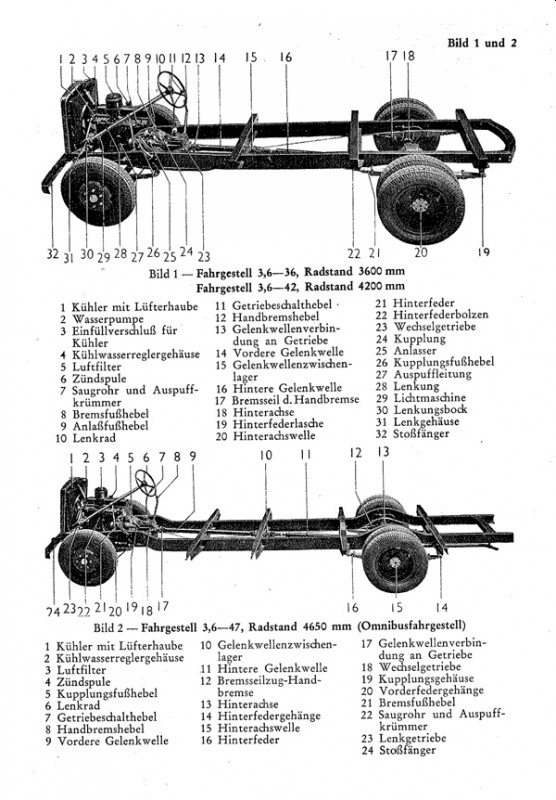
Fahrwerk nach Dienstvorschrift D 669/19 Lastkraftwagen 3 t Opel

Opel war vor dem Zweiten Weltkrieg der größte Lkw-Produzent im Deutschen Reich. Leichte Lastwagen wurden von Opel bereits zuvor hergestellt, allerdings unter uneinheitlichen, auf der Motorisierung und der Nutzlast beruhenden Bezeichnungen. Infolge eines internen Preisausschreibens bis zum 6. Oktober 1930 wurde der schon 40 Jahre vorher für Fahrräder von Opel verwendete Name Blitz für den neuen Lastwagen mit drei Radständen und Vierzylinder oder Sechszylinder für 1,5 bis 2 Tonnen Nutzlast gewählt, der im November 1930 präsentiert wurde. Es gab 1934 vier Grundversionen des Eintonner-Modells und 14 Ausführungen der größeren Zwei- bis Zweieinhalbtonner-Lkw. Im Zuge der Aufrüstung der Wehrmacht baute Opel 1935 auf Initiative der NS-Regierung das für eine Gesamtkapazität von jährlich 25.000 Lkw ausgelegte Lkw-Werk Brandenburg. Der größere Lkw-Typ bekam 1937 als Ersatz für den technisch überholten seitengesteuerten 68-PS-Ottomotor (50 kW) des GM-Modells Buick Marquette einen neu konstruierten OHV-Motor mit 75 PS (55 kW), der auch im Opel Admiral Verwendung fand. Ab 1940 gab es den 3,0 t Einheits-Lkw Opel Blitz 3,6-36 (3,6 Liter Hubraum; 3,6 Meter Radstand) für die Wehrmacht in den Versionen Blitz S (Standard) und Blitz A mit Allradantrieb (3,45 Meter Radstand). Für den gewerblichen Einsatz kam 1943 ein Modell mit serienmäßiger Holzvergaseranlage in die Produktion.

### Militärfahrzeuge
Nachdem das amerikanische Management sich anfangs gegen die Einbeziehung Opels in die Wehrwirtschaft des NS-Regimes passiv verhalten hatte, drohte dieses General Motors mit der Beschlagnahme der Werke als Feindvermögen. Der als „Einheitslastwagen“ ab 1937 im Opelwerk Brandenburg hergestellte Dreitonner Opel Blitz 3,6-36 (vgl. Schell-Plan) wurde auf Anordnung des Rüstungsministers Albert Speer als Lizenzbau von Daimler-Benz im Werk Mannheim ab Juni 1944 produziert. Eine bei Borgward geplante Fertigung war nach dem amerikanischen Luftangriff vom 12. Oktober 1944 auf das Werk Bremen-Sebaldsbrück nicht mehr möglich. Allein im Jahr 1943 baute Opel in Brandenburg/Havel 23.232 Fahrzeuge. Nach der Zerstörung durch einen britischen Luftangriff am 6. August 1944 wurde das Brandenburger Werk zwar wieder aufgebaut; zu einer Produktion kam es jedoch nicht mehr. Auf Anordnung der Sowjetischen Militäradministration in Deutschland wurden die demontierten Maschinen in die Sowjetunion verbracht und alle Werksgebäude abgerissen.
Der Blitz S mit drei Tonnen Nutzlast wurde von August 1944 bis Kriegsende nur noch im Daimler-Benz-Werk Mannheim hergestellt. Dieses war bis Kriegsende nicht in der Lage, mehr als etwa 2500 „Blitz“-Lkw herzustellen; die Investition in die Fertigung wurde deshalb für Daimler-Benz ein wirtschaftlicher Misserfolg. Ab Juni 1945 baute das Werk Mannheim die Lkw ohne jegliche Herstellerbezeichnung unter der Bezeichnung L 701 – zunächst mit einem Fahrerhaus aus Holzhartfaserplatten. Ab August 1948 bekam das Fahrzeug ein von Opel zugeliefertes Blechfahrerhaus.
Die Lkw wurden sowohl unter dem Namen Opel wie auch als Mercedes-Benz verkauft. Die letzten 467 Fahrzeuge stellte Opel in Rüsselsheim 1950 bis 1954 aus bereits vorgefertigten Teilen selbst her, nachdem die Produktion des Blitz bei Daimler-Benz in Mannheim am 10. Juni 1949 geendet hatte. Ein Nachfolgemodell in dieser Größenklasse (3 t Nutzlast) gab es von Opel nicht. Mercedes produzierte den L 311 als Nachfolger.
Ein kleineres Blitz-Modell mit 1,5 t Nutzlast wurde in 16.410 Einheiten von Januar 1938 bis November 1942 in Rüsselsheim gebaut, wo 1946 die Produktion wieder anlief. Der Wagen war mit dem 2,5-l- bzw. 55-PS-Sechszylinder-Ottomotor (40 kW) des Opel Kapitän motorisiert.
Auf Basis von Komponenten des Blitz wurde während des Zweiten Weltkrieges auch das Halbkettenfahrzeug Maultier gebaut.

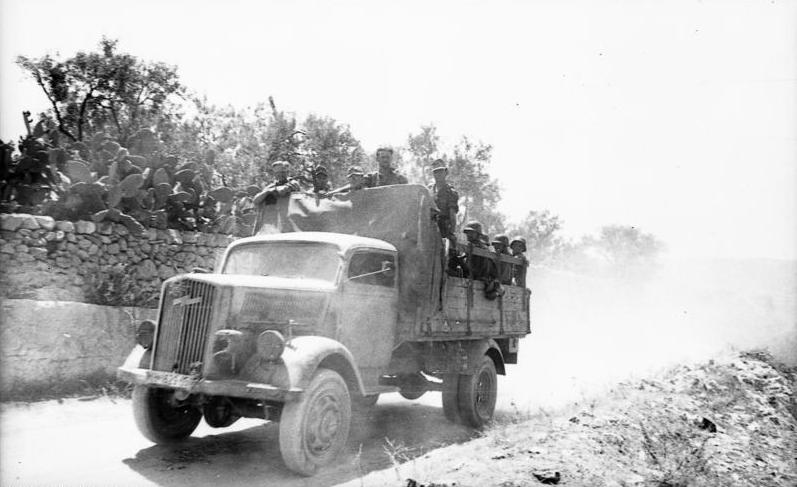
Blitz A der Wehrmacht 1944
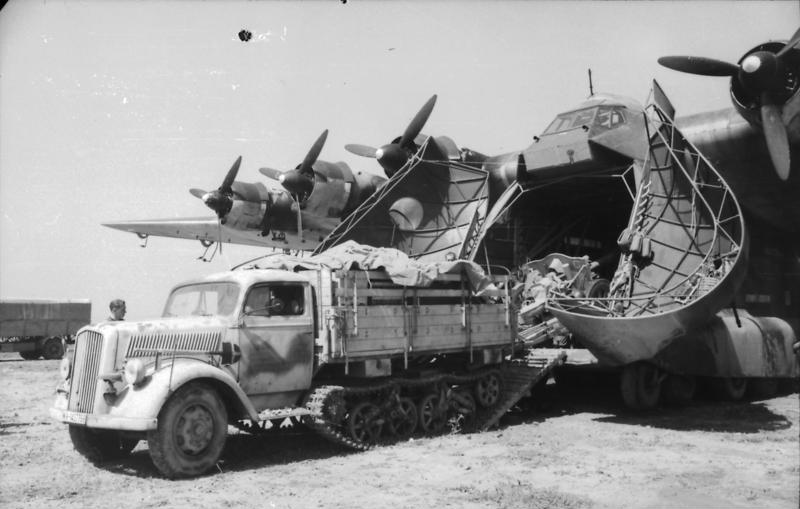
Opel Blitz Maultier (Halbkettenfahrzeug)

### Feuerwehrfahrzeuge
Der Opel-Blitz wurde in verschiedenen Ausstattungsvarianten als Feuerwehrfahrzeug gebaut.

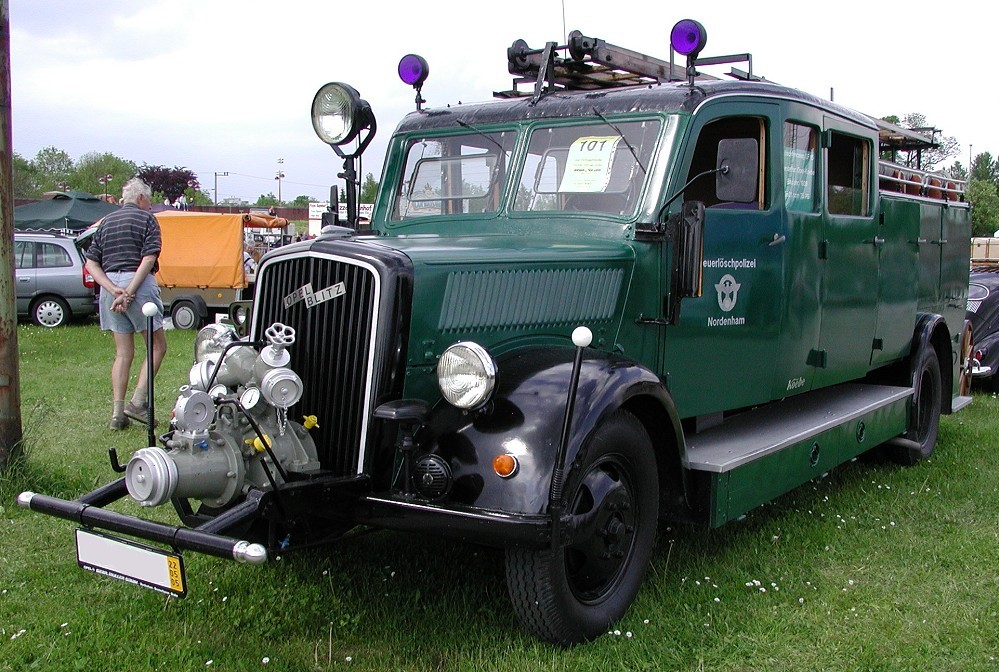
Opel Blitz Feuerwehrfahrzeug Typ LF 15 von 1938
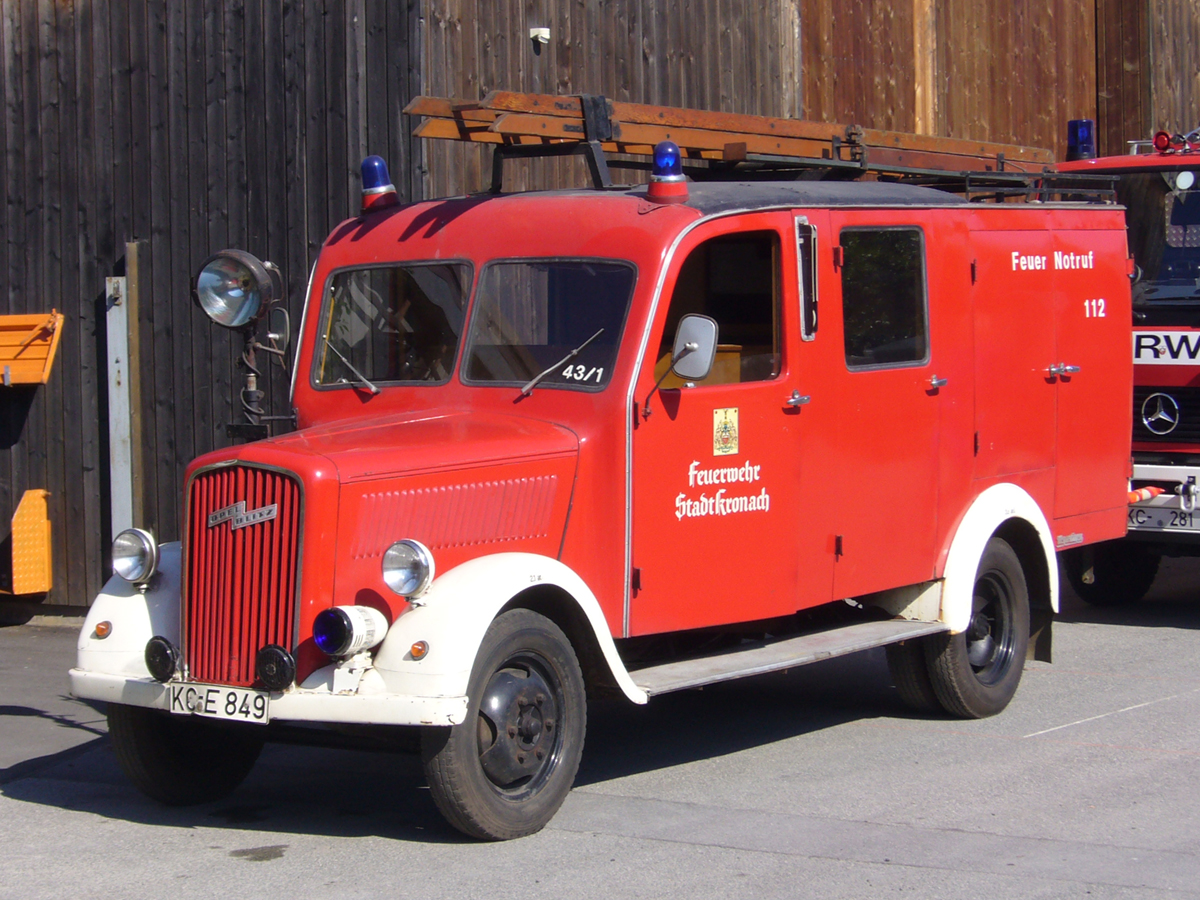
Opel Blitz der Feuerwehr Kronach von 1951 mit Aufbau Mayer, Hagen
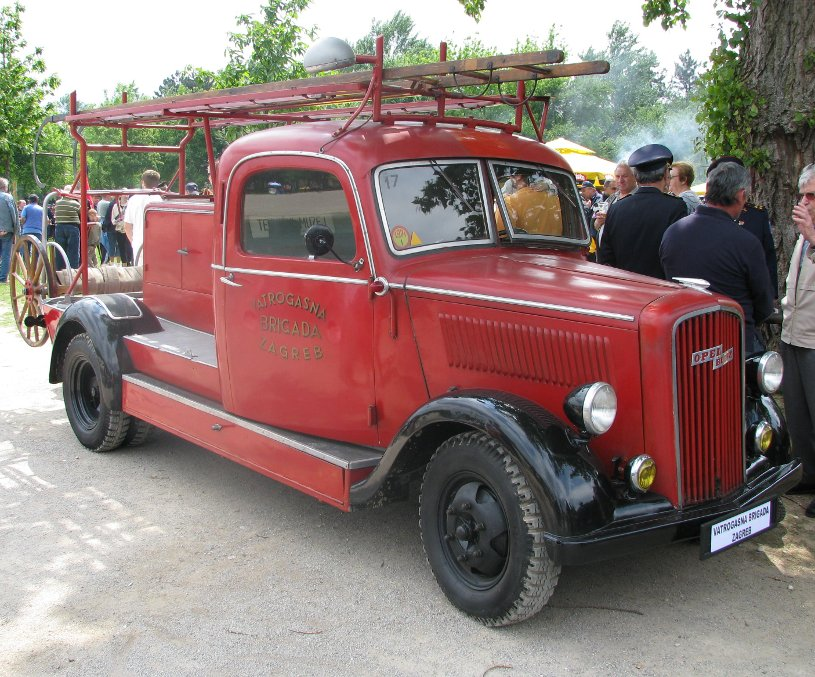
Opel Blitz Feuerwehrfahrzeug in Zagreb
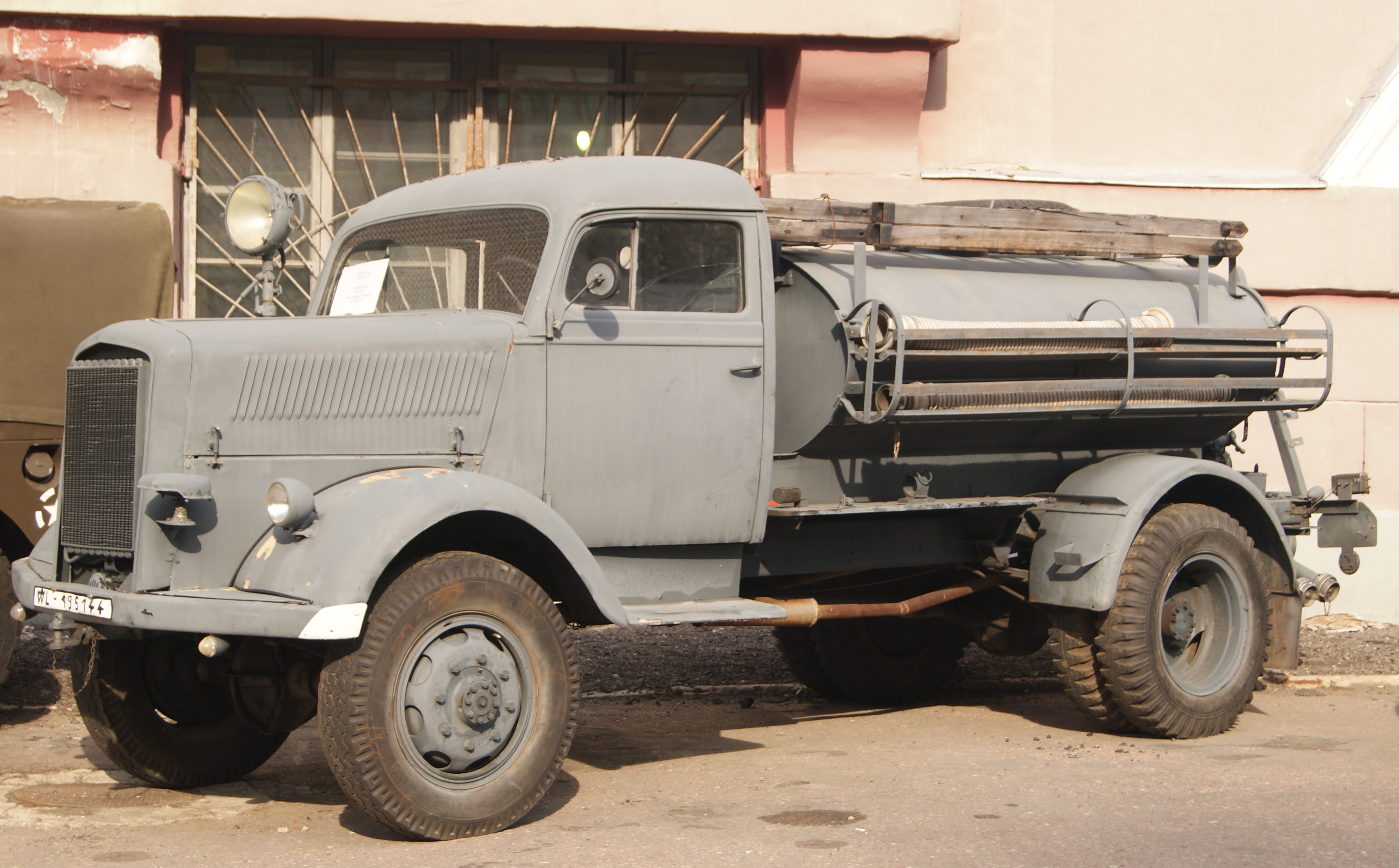
Opel Blitz 3,6-6700A (Allrad) TLF (Tanklöschfahrzeug) 15/43

## 1952 bis 1960
| Opel Blitz 1,75 t (1952–1960) | Opel Blitz 1,75 t (1952–1960)             | Opel Blitz 1,75 t (1952–1960) |
| Technische Daten (Überblick)  | Technische Daten (Überblick)              |                               |
| ----------------------------- | ----------------------------------------- | ----------------------------- |
| Motor                         | Viertakt-Ottomotor Sechszylinder in Reihe |                               |
| Hubraum                       | 2473 cm³                                  |                               |
| Leistung                      | 58 PS (43 kW) bei 3070/min                |                               |
| Getriebe                      | 4 Vorwärts-, 1 Rückwärtsgang              |                               |
| elektr. Anlage                | 6-V-Anlage                                |                               |
| Länge, Breite                 | 5670 mm, 1940 mm                          |                               |
| Radstand                      | 3300 mm                                   |                               |
| Bereifung                     | 6.00–18 extra                             |                               |
| Leergewicht                   | 1720 kg (ab 1955 1735 kg)                 |                               |
| Nutzlast                      | 1880 kg (ab 1955 2065 kg)                 |                               |
| zul. Gesamtgewicht            | 3600 kg (ab 1955 3800 kg)                 |                               |

### Lkw
1952 erhielt der kleinere Opel Blitz, der vormalige 1,5-Tonner, ein wesentlich moderner gestaltetes Fahrerhaus. Das Kabinendesign basierte auf dem amerikanischen Pick-up Chevrolet/GMC Advance-Design, der zu dieser Zeit in den Vereinigten Staaten sehr beliebt war. Gleichzeitig gab es auch von Borgward (B 1500) und von Hanomag (Hanomag L 28) ähnlich gestaltete Leicht-Lkw. Der neu gestaltete Opel Blitz war als Kasten- und Pritschenwagen erhältlich. Das neue Modell war nun auf eine Nutzlast von zunächst 1,75 Tonnen ausgelegt (später 2 Tonnen), basierte aber technisch nahezu unverändert auf dem Vorgänger, der Antrieb erfolgte weiterhin ausschließlich durch Ottomotoren mit sechs Zylindern. Aufgrund seines rundlichen Designs erhielt der Wagen im Volksmund den Namen Weichblitz. Obwohl die Konkurrenz bereits deutlich erstarkte – besonders Daimler-Benz nahm dem Opel mit dem 1955 erschienenen Mercedes-Benz L 319 zahlreiche Kunden ab – blieb der Opel Blitz während der 1950er Jahre noch Marktführer bei den leichten Lastkraftwagen. Häufiges Anwendungsgebiet waren auch LF-8-Fahrzeuge für kleine Feuerwehren.

### Panoramabus
Im Lohnauftrag bauten die Kässbohrer Fahrzeugwerke auf Opel-Fahrgestelle die Aufbauten für Blitz-„Panoramabusse“, die 17 Personen Platz boten. Zwischen 1953 und 1956 fertigte Kässbohrer 67 Bus-Karosserien. Der Sechszylinder-Reihenmotor hatte 58 PS (43 kW) und einen Hubraum von 2473 cm³. Die Höchstgeschwindigkeit betrug 95 km/h.

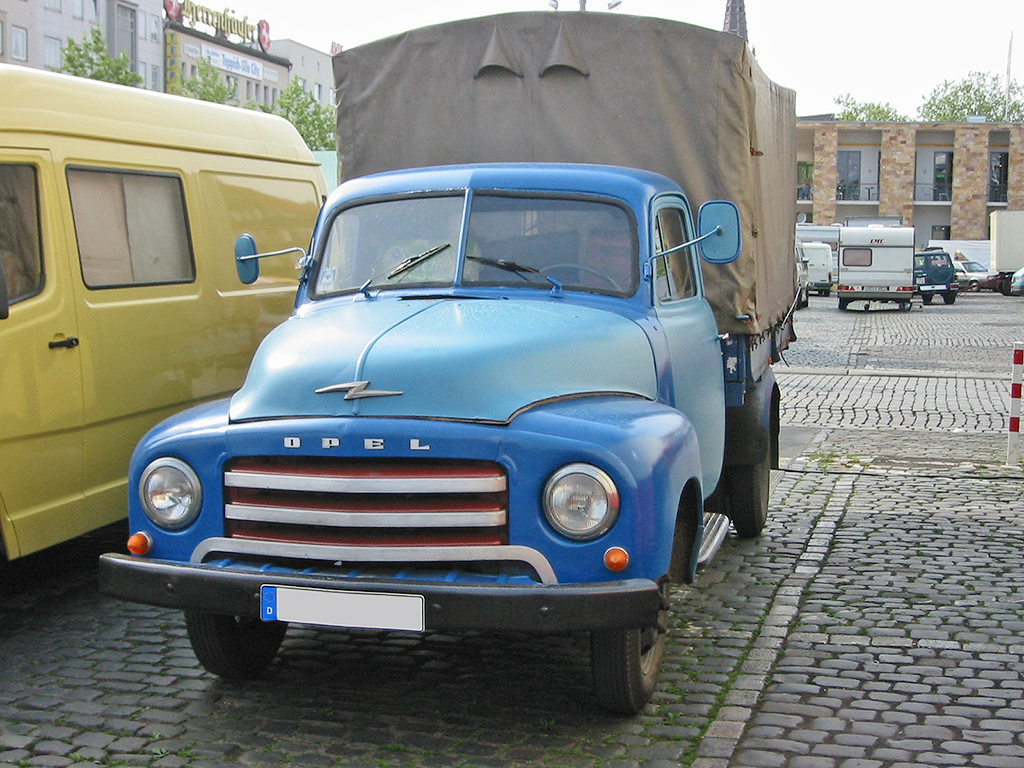
Blitz-Pritschenwagen (1952–1960)
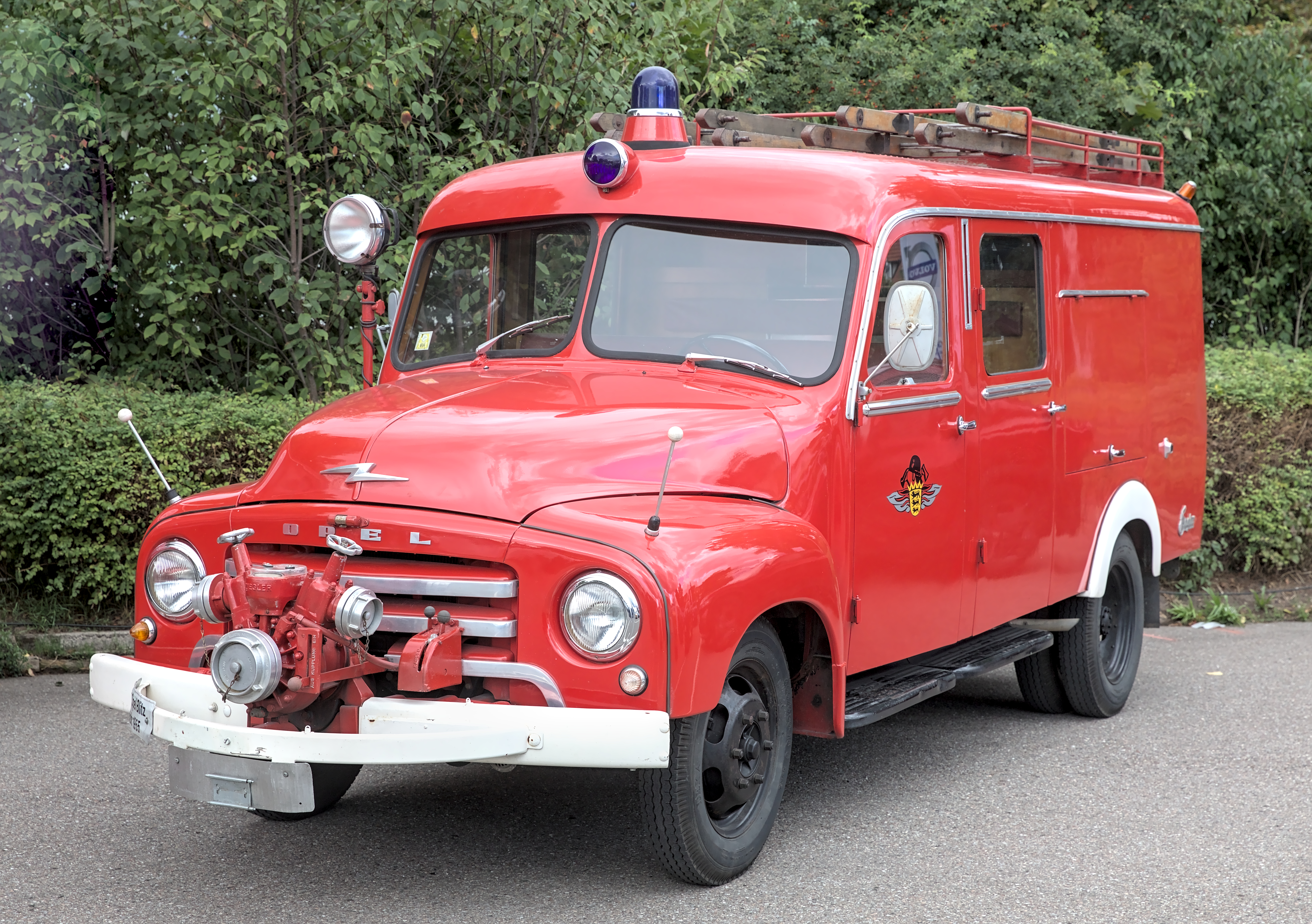
Blitz-Feuerwehrfahrzeug (1952–1960)
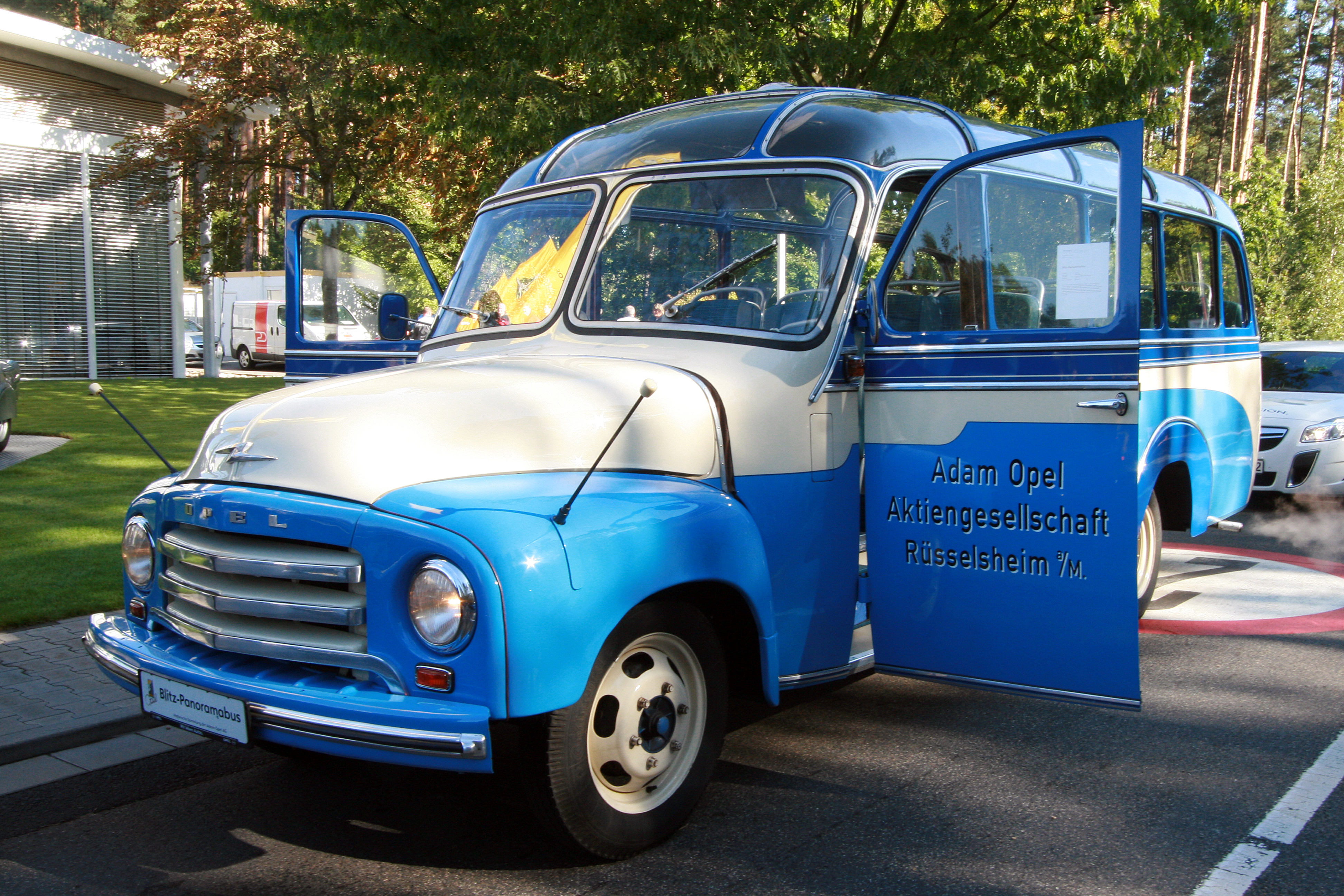
Blitz-„Panoramabus“ (1953–1956)

## 1960 bis 1965
| Opel Blitz 1,9 t (1960–1965) | Opel Blitz 1,9 t (1960–1965)              | Opel Blitz 1,9 t (1960–1965) |
| Technische Daten (Überblick) | Technische Daten (Überblick)              |                              |
| ---------------------------- | ----------------------------------------- | ---------------------------- |
| Motor                        | Viertakt-Ottomotor Sechszylinder in Reihe |                              |
| Hubraum                      | 2,6 l                                     |                              |
| Leistung                     | 70 PS                                     |                              |
| Getriebe                     | 4 Vorwärts-, 1 Rückwärtsgang              |                              |
| Länge, Breite                | 5170 mm, 2110 mm                          |                              |
| Radstand                     | 3000 od. 3300 mm                          |                              |
| Bereifung                    | 6.00–18 extra                             |                              |
| Leergewicht                  | 1815 kg                                   |                              |
| Nutzlast                     | 1985 kg                                   |                              |
| zul. Gesamtgewicht           | 3800 kg                                   |                              |

Ab 1960 wurde ein weiterentwickelter Opel Blitz produziert und angeboten, der das alte Modell ablöste und jetzt für 1,9 Tonnen Nutzlast konzipiert war. Das Design ließ nun seinen amerikanischen Stil der vorherigen Generation hinter sich und übernahm ein moderneres europäisches Design. Die Haube war wesentlich kürzer geworden, als Antrieb dienten weiterhin Ottomotoren aus dem Pkw-Programm (Opel Kapitän), ein Dieselmotor stand nach wie vor nicht zur Verfügung. Dieser Umstand führte dazu, dass Opel in der Folgezeit weitere Marktanteile verlor, weil die Kunden zunehmend nach den wirtschaftlicheren Dieselmotoren verlangten und diese bei der Konkurrenz auch bekamen.

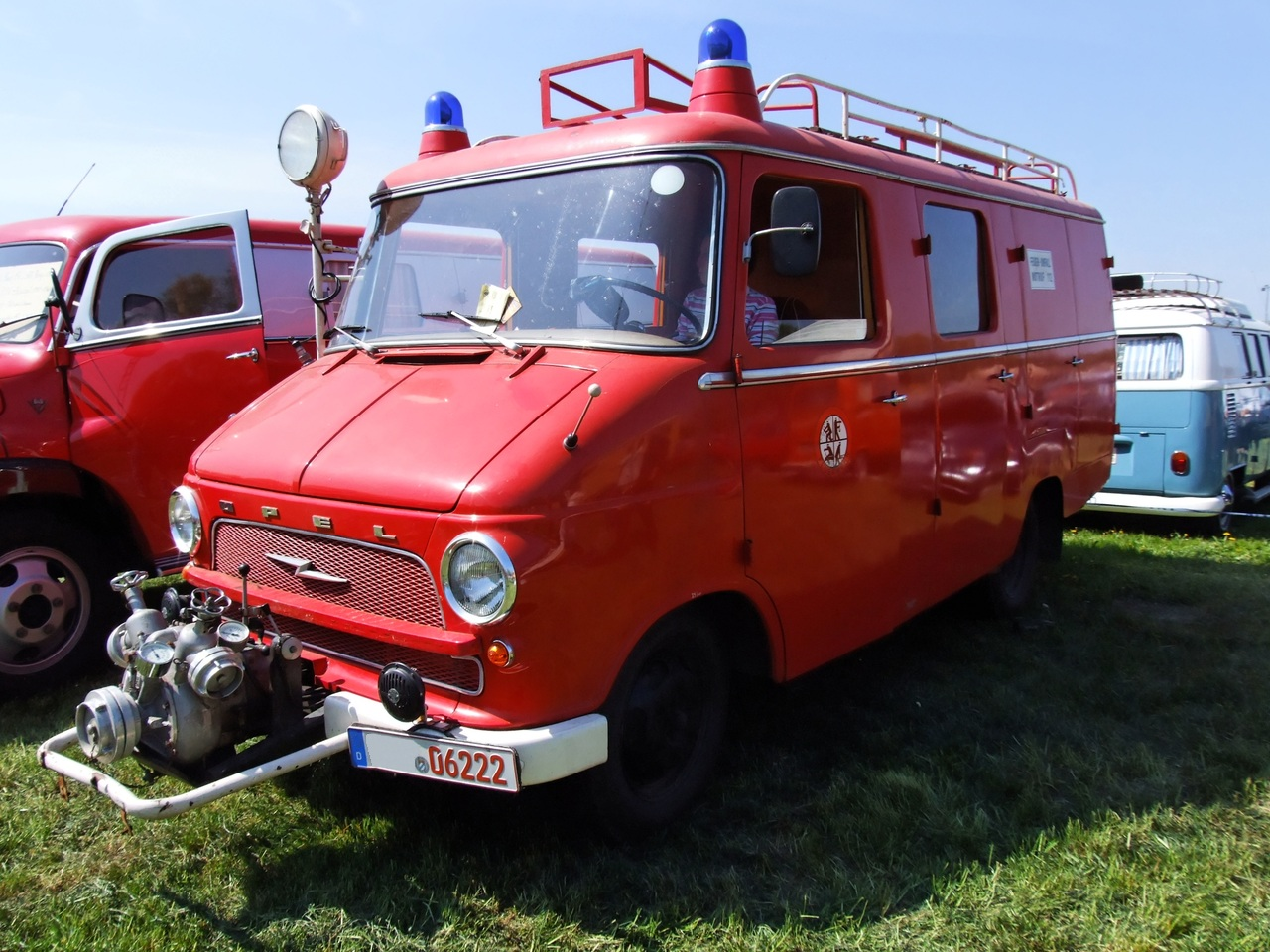
Opel Blitz Feuerwehrfahrzeug
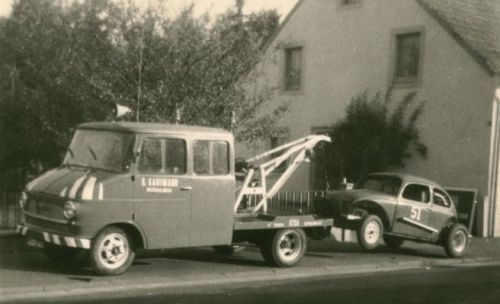
Opel A-Blitz  Abschleppwagen (Aufbauhersteller Kaufmann)

## 1965 bis 1975

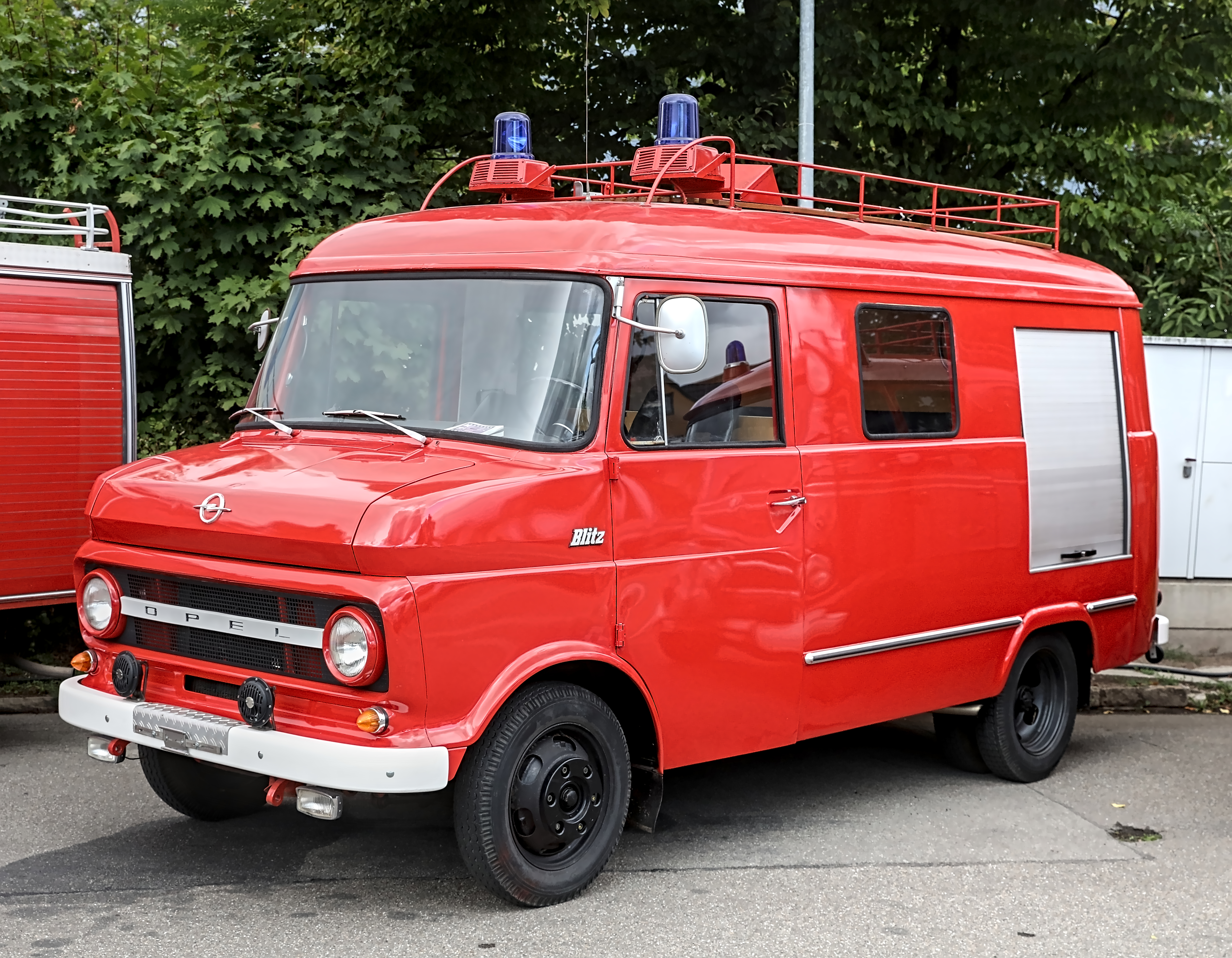
Opel Blitz Feuerwehrfahrzeug
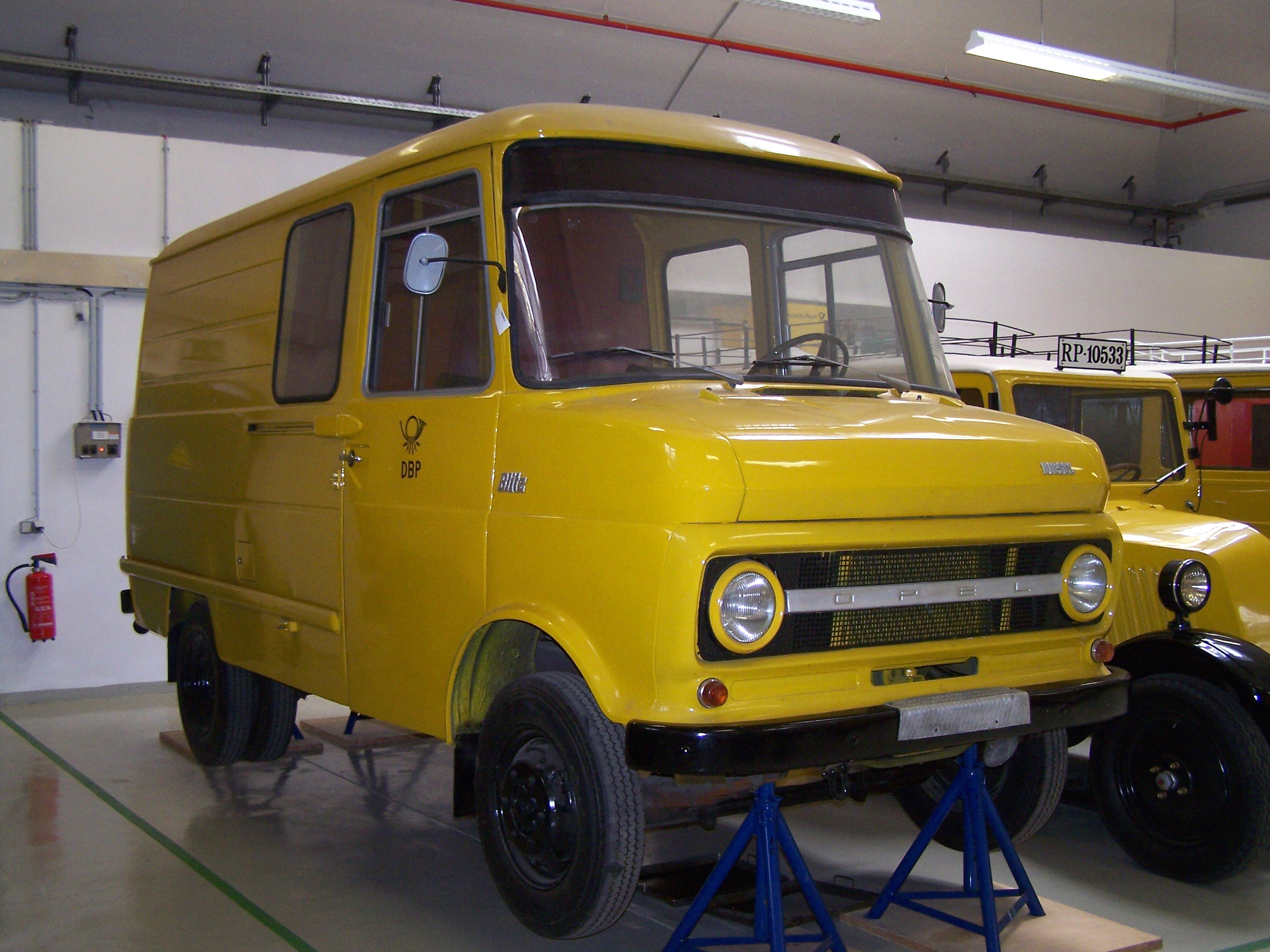
Opel Blitz im Museumsdepot des Museums für Kommunikation mit Aufbau von Voll, Würzburg
- Opel Blitz Fahrzeug des Circus Knie
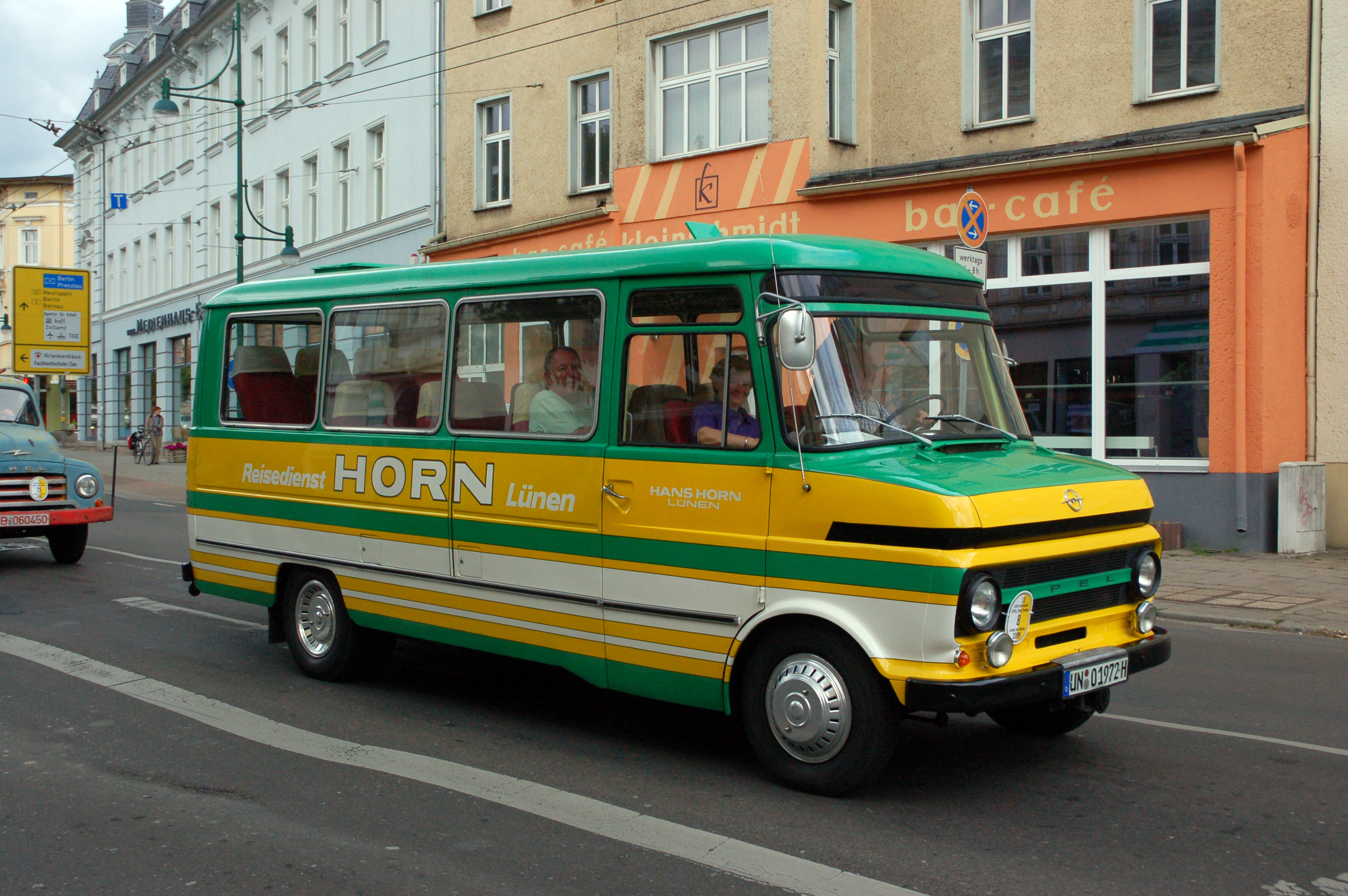
Blitz-Bus von 1965, 2009 in Eberswalde als historisches Fahrzeug
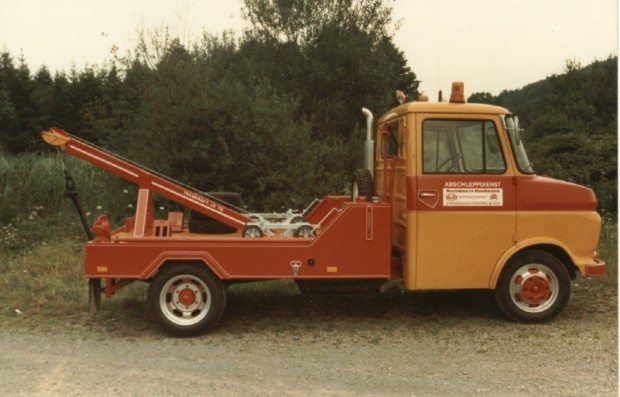
Opel Blitz Abschleppwagen Anfang der 80er Jahre (Aufbauhersteller Kaufmann Zweibrücken)
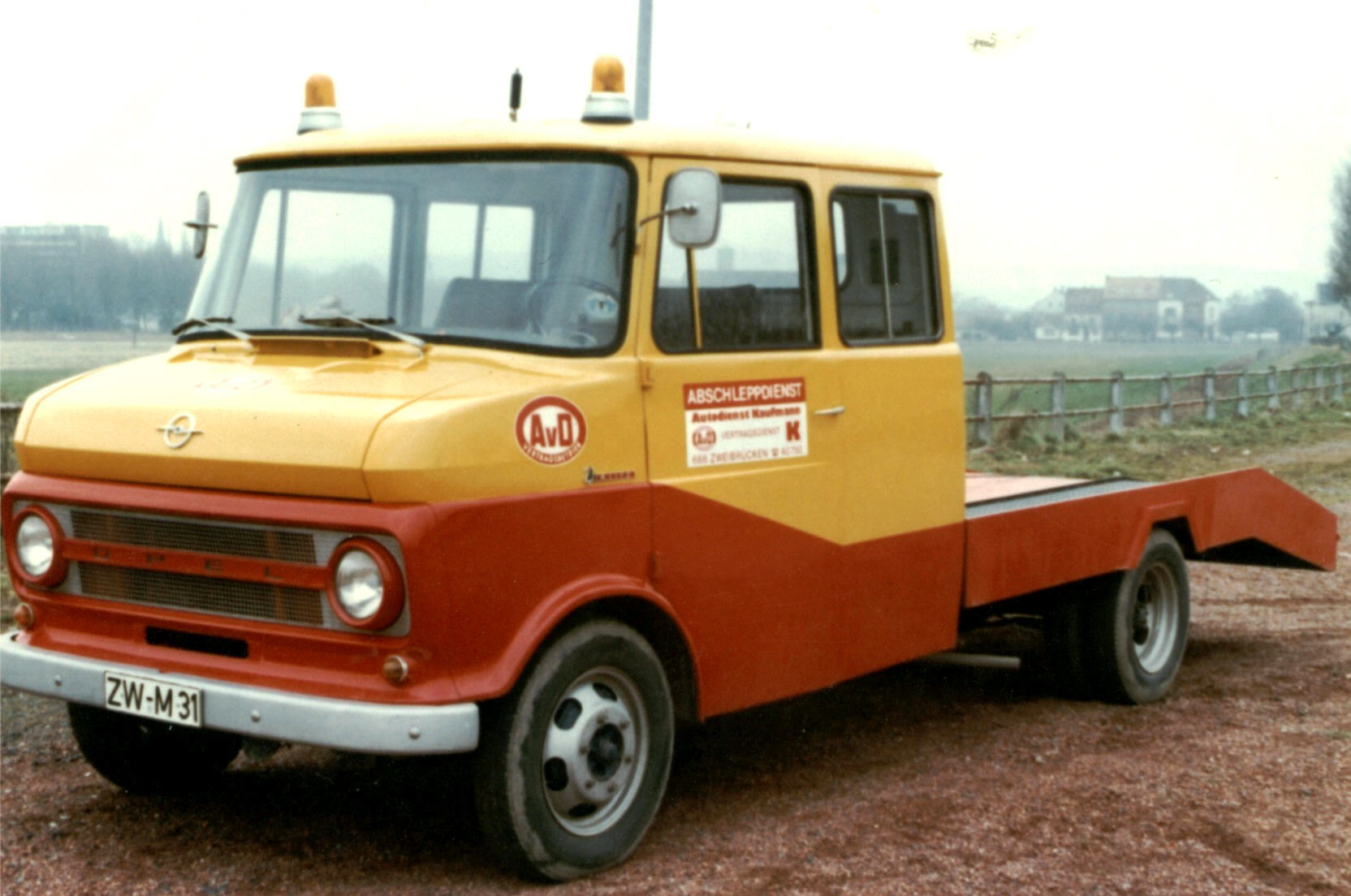
Opel Blitz Doppelkabine Tieflader Anfang der 1980er Jahre (Aufbauhersteller Kaufmann Zweibrücken)

1965 kam die letzte Generation des Opel Blitz auf den Markt, es handelte sich um eine Überarbeitung der vorherigen Variante insbesondere im Bereich des Vorbaus. Weiterhin wurden ausschließlich Ottomotoren eingebaut. Zunächst war es der neu entwickelte CIH-Vierzylindermotor, der mit dem Opel Rekord B eingeführt worden war. Es handelte sich um die 1,9-Liter-Variante, deren Leistung für den Blitz auf 70 PS (51 kW) zurückgenommen wurde, zugunsten eines besseren Drehmomentverlaufs. Verwendet wurde ein Vierganggetriebe. Beim Fahrwerk blieb es bei der konventionellen Rahmenbauweise mit starren Achsen und Blattfederung. 1966 kam ein Sechszylindermotor mit 80 PS (59 kW) hinzu.
Der Wunsch der Kunden nach Dieselfahrzeugen wurde bis 1968 ignoriert, wodurch die Verkaufszahlen immer weiter sanken. Ab 1968 war der Blitz endlich auch mit einem Dieselmotor erhältlich, dieser 2,1-Liter-Vierzylindermotor stammte aus dem Pkw-Programm von Peugeot. Dies brachte den Produktionszahlen eine kurzzeitige Verbesserung, jedoch hatte der Blitz inzwischen zu viel an Boden verloren. Seitens des Herstellers, dessen Pkw-Geschäft zu dieser Zeit glänzend lief, wurde beschlossen, keinen Nachfolger mehr zu entwickeln. Die Verkäufe dümpelten weiter auf niedrigem Niveau und bröckelten langsam weiter ab. Der Blitz wurde 1975 ohne Nachfolgemodell eingestellt.

## Weitere Entwicklung
Der Mutterkonzern von Opel, General Motors, hatte Anfang der 1970er Jahre beschlossen, die Aufgaben seiner europäischen Tochtermarken klarer zu verteilen. Das britische Bedford-Werk bekam die Zuständigkeit für Nutzfahrzeuge, Opel sollte fortan nur noch Pkw bauen. Von 1973 bis 1987 wurde daher ein Kleintransporter aus britischer Produktion in Deutschland unter dem Namen Bedford Blitz verkauft, dessen Erfolg jedoch bescheiden blieb, sodass auch diese Baureihe Ende der 1980er Jahre auslief.
Erst 1998 folgte mit dem zusammen mit Renault in Frankreich gebauten Opel Movano und Vauxhall Movano ein neuer Kleintransporter.

## Markteinordnung
Die Opel-Lastwagen besaßen seit den 1920er Jahren einen sehr guten Ruf, den auch der neue Blitz schnell errang. Unter den zahlreichen Konkurrenten der Vorkriegszeit seien exemplarisch Mercedes mit den Typen L bzw. LO 1500 und L bzw. LO 2500 sowie die leichten Nutzfahrzeuge aus der Borgward-Gruppe unter dem Namen Hansa-Lloyd genannt.
Konkurrenten des Opel Blitz in den 1950er und 1960er Jahren waren vor allem
- der Ford Transit und die Ford FK-Lastwagen, letztere bis 1961
- der Mercedes-Benz L 319 und der Mercedes-Benz T 2
- die entsprechenden Modelle der Hanomag bzw. von Hanomag-Henschel (Hanomag L 28; Kurier-, Garant- und Markant-Baureihe; Harburger Transporter; F-Reihe)
- die entsprechenden Borgward-Lkw wie der B 611